# Іоллос Григорій Борисович
Григорій Борисович Іоллос (26 листопада 1859, Кременчук, Полтавська губернія — 14 березня 1907, Москва, Російська імперія) — російський журналіст, публіцист, політик єврейського походження. Депутат Державної думи Російської імперії I скликання від Полтавської губернії в складі партії кадетів.

## Ранні роки
Народився у місті Кременчук 26 листопада 1859 року. Син єврейського купця Бориса Марковича Іоллоса (1839—1924). Прибутковий будинок родини Іоллосів у Кременчуку знаходився на розі вулиць Катерининської та Херсонської, в Одесі — на Базарній вулиці, 54.
Закінчивши Одеську гімназію, вступив до Імператорського Київського університету Святого Володимира, який залишив незабаром через студентські заворушення. На навчання поїхав за кордон. Слухав лекції Страсбурзького університету, закінчив Гайдельберзький університет із дипломом доктора. 1886 року захистив у Московському університеті дисертацію на здобуття ступеня магістра політичної економії. Попри клопотання закладу, Іоллос не зміг залишитися в університеті, оскільки був євреєм.

## Громадська діяльність

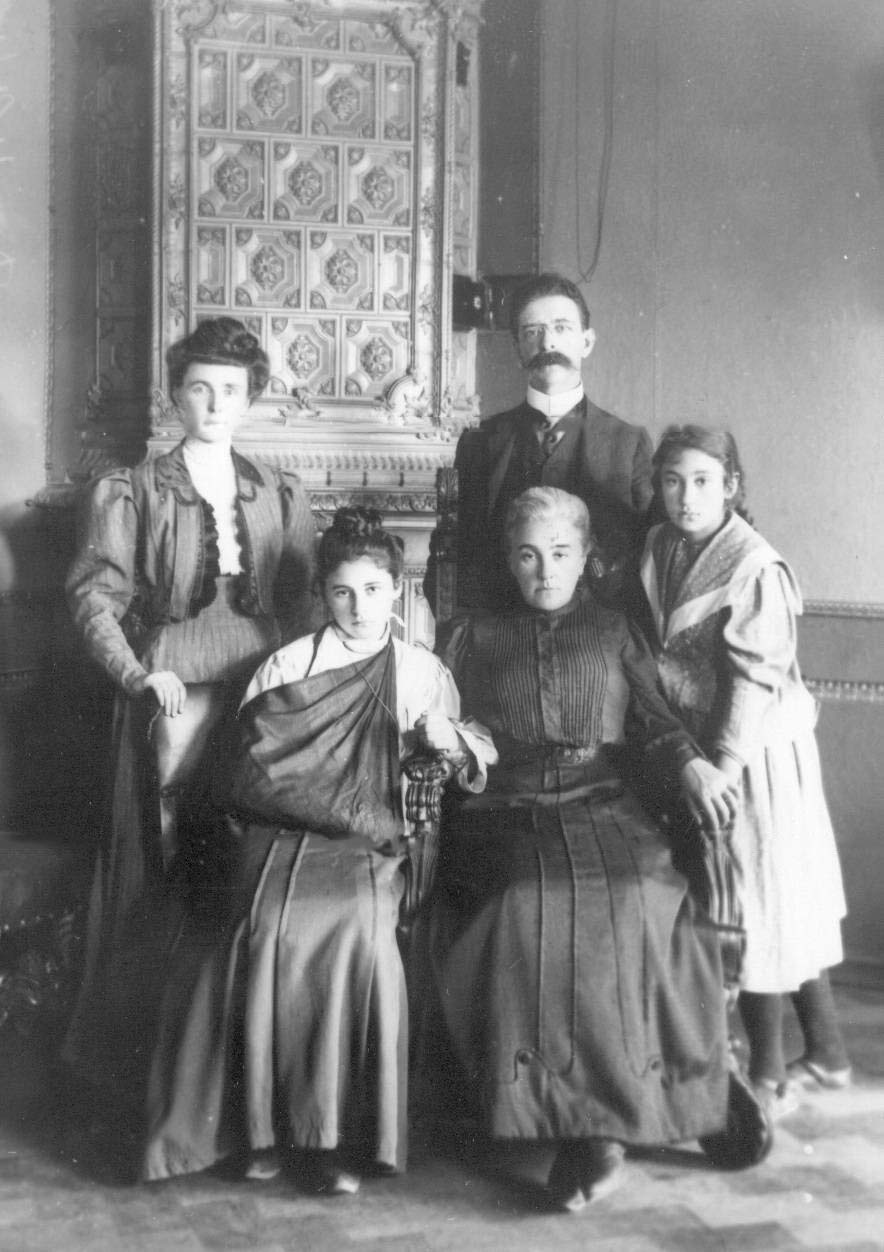
Григорій Іоллос із родиною вбитого в Москві громадського діяча Михайла Герценштейна, 1906

Працюючи в Москві, писав статті для газет «Русскія Вѣдомости» та «Юридический вестник». Також працював секретарем юридичного товариства.
Після невдалої спроби залишитися викладачем при Московському університеті, 1888 року емігрував за кордон. 1890 року поселився в Берліні, столиці Німеччини, працював постійним берлінським кореспондентом газети «Русскія Вѣдомости», висвітлюючи для російської публіки життя країн Заходу на сторінках газети. Крім того, висилав до Росії свої статті для журналів «Вестник Европы», «Русская мысль» та «Русское богатство» на економічні та політичні теми. Добре знався на робітничому питанні в Росії та інших країнах Європи. Також Іоллос писав для низки німецьких видань та був членом Німецької ради соціальної політики.
1904 року в Санкт-Петербурзі вийшов твір Григорія Іоллоса «Листи із Берліна», який здобув значну популярність серед російської молоді.
1905 року, під час Першої російської революції, повернувся до Росії й оселився в Москві. Відтоді працював співредактором «Русских Ведомостей».

## У Державній думі

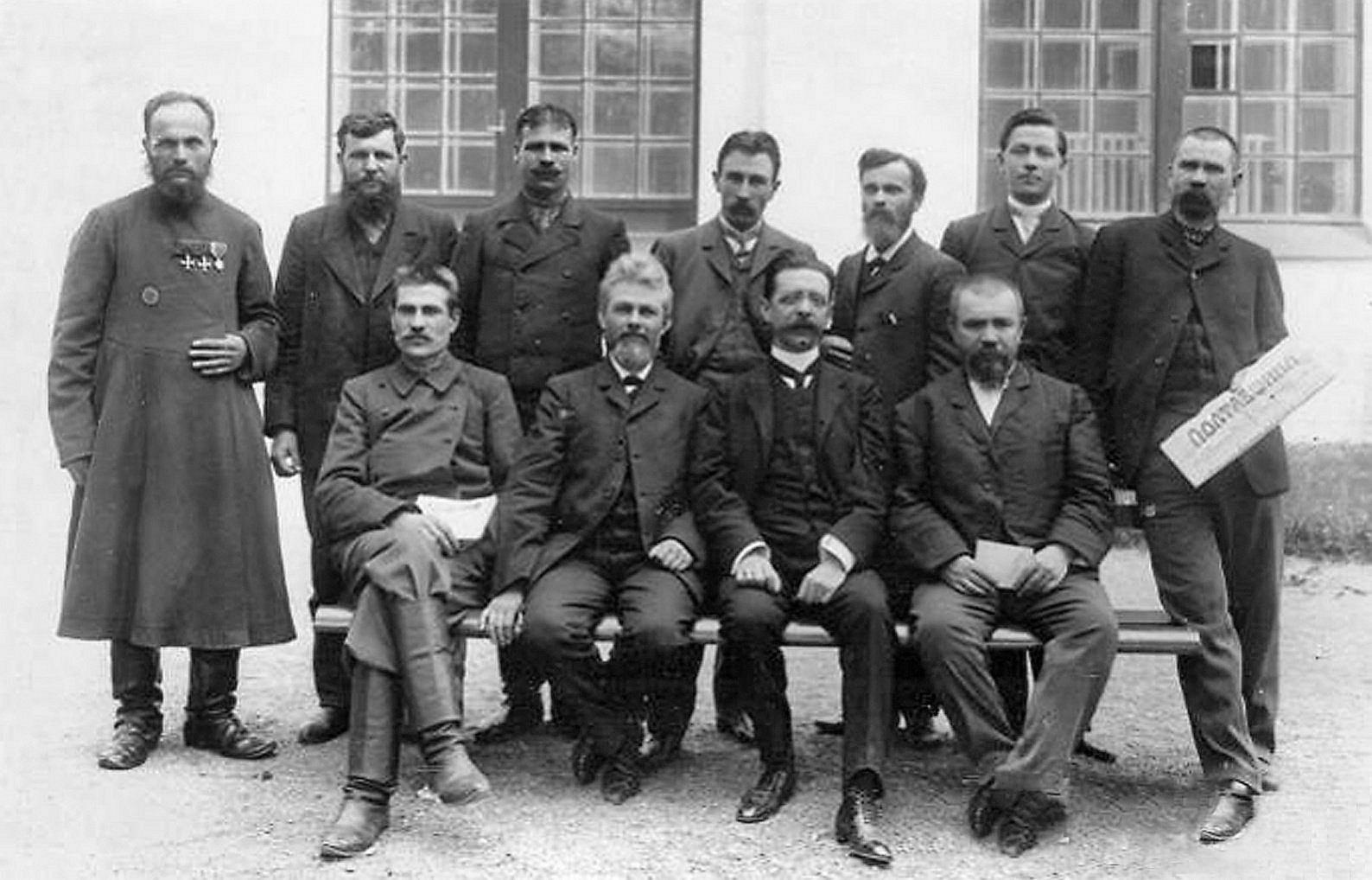
Депутати Державної думи Російської імперії I скликання від Полтавської губернії. Григорій Іоллос другий справа, сидить

1906 року Григорій Іоллос був висунутий кандидатом до Державної думи I скликання від Полтавської губернії у списках Конституційно-демократичної партії (кадетів) та Союзу для досягнення повноправ'я єврейського народу. На з'їзді Союзу він виступив проти формування в думі окремої єврейської групи, голосуючи проти сіоністів та націоналістів.
13 березня Іоллос був обраний депутатом думи та увійшов до фракції кадетів.
На засіданнях думи Іоллос виступав за трибуною нечасто. Входив до комісій з перевірки прав членів думи, зі складання Наказу (регламенту), з громадянської рівності, фінансовій (згодом відмовився) та бюджетній комісіях. Підписав законопроєкти «Про недоторканість членів Державної думи», «Про громадянську рівність». Щодо аграрного питання підписав «проєкт 42-х», щодо робітничого — пропонував внести на розгляд загальне положення про охорону та забезпечення праці.
8 липня 1906 року імператор Микола II розпустив думу та оголосив про вибори до II скликання. У зв'язку з цим за два дні, 10 липня, низка колишніх депутатів, серед яких і Григорій Іоллос, підписали Виборзьку відозву до народу із закликом до пасивної непокори владі. Через це Іоллоса заарештували та розпочали проти нього судову справу. Іоллоса покарали до трьох місяців ув'язнення із позбавленням виборчих прав.

## Вбивство
Після звільнення з-під варти Іоллос повернувся до Москви, де продовжив працювати редактором «Русских Ведомостей». Після вбивства громадського діяча Михайла Герценштейна отримував листи із погрозами.
14 березня 1907 року, коли Іоллос повертався додому з редакції газети, в нього стріляв московський робітник Федоров. Він здійснив чотири постріли в бік журналіста. Одна куля влучила йому в скроню, ще одна — в щелепу. Від пораненнь Іоллос упав та помер за кілька хвилин. У похороні Іоллоса брали участь депутати думи II скликання, а сама процесія перетворилася на політичну акцію.
Убивство було організоване членом ультраправого монархічного «Союзу російського народу» Казанцевим. За словами вбивці, робітника Федорова, Казанцев дав йому револьвера та сказав убити Іоллоса, бо він нібито зраджує революціонерів. Дізнавшись про політичний характер убивства, Федоров застрелив Казанцева, а сам виїхав за кордон.